# Поли, Росс
Росс По́ли (англ. Ross Paule; 4 апреля 1976, Мемфис, Теннесси, США) — американский футболист, выступавший на позиции полузащитника.

## Карьера игрока

### Университетский футбол
В 1994—1996 годах Поли обучался в Крейтонском университете и играл за университетскую футбольную команду «Крейтон Блюджейз». В 63 матчах в Национальной ассоциации студенческого спорта забил 28 мячей и отдал 21 результативную передачу. В 1996 году помог Крейтону впервые дойти до Кубка колледжей, финала четырёх NCAA, и номинировался на Херманн Трофи, награду лучшему игроку студенческого футбола США, заняв шестое место.

### Клубная карьера
На драфте колледжей MLS 1997 Поли был выбран во втором раунде под общим 11-м номером клубом «Колорадо Рэпидз», после чего на драфте Эй-лиги был выбран в территориальном раунде клубом «Колорадо Фоксес», аффилированным с «Рэпидз». За «Колорадо Рэпидз» в MLS дебютировал 5 апреля 1997 года в матче против «Коламбус Крю», отыграв 17 минут. 13 июня 1997 года в матче против «Метростарз» забил свой первый гол в MLS, а также отдал голевую передачу. По итогам сезона 1997 номинировался на звание новичка года в MLS. За «Колорадо Фоксес» в сезоне Эй-лиги 1997 Поли сыграл четыре матча, забив в них три гола. В июне 1998 года забил три гола в трёх матчах, за что был назван игроком месяца в MLS. Принимал участие в Матчах всех звёзд MLS 1998 и 1999.
9 августа 2001 года Поли с пиком третьего раунда супердрафта MLS 2002 был обменян в «Метростарз» на Стива Шака с пиком второго раунда супердрафта MLS 2002. За «Метрос» дебютировал 11 августа 2001 года в матче против «Даллас Бёрн», заменив на 58-й минуте Ричи Уильямса. 6 июля 2002 года в матче против «Коламбус Крю» забил свой первый гол за ньюйоркцев, реализовав пенальти. 29 января 2003 года «Метростарз» объявил о непродлении контракта с Поли.
13 марта 2003 года «Коламбус Крю» выменял права на Поли у «Метростарз» на Криса Литча и Джеффа Маттео. За «Крю» он дебютировал 16 марта 2003 года в первом матче ⅛ финала Кубка чемпионов КОНКАКАФ 2003 против панамского «Арабе Унидо», заменив Брайана Уэста на 79-й минуте. 17 мая 2003 года в матче против «Сан-Хосе Эртквейкс» забил свой первый гол за «Крю». 4 сентября 2004 года в матче против «Лос-Анджелес Гэлакси» оформил хет-трик, за что был назван игроком недели в MLS. Из-за постконтузионного синдрома, пропустив весь сезон 2005, Поли был вынужден завершить карьеру футболиста в возрасте 29 лет.

### Международная карьера
Поли был вызван в сборную США на товарищеский матч со сборной Чили, состоявшийся 21 февраля 1999 года.

## Карьера тренера
1 декабря 2014 года Поли был назначен главным тренером женской футбольной команды Крейтонского университета.

## Достижения
Командные
 «Коламбус Крю»
- Победитель регулярного чемпионата MLS: 2004

Индивидуальные
- Участник Матча всех звёзд MLS: 1998, 1999
- Игрок месяца в MLS: июнь 1998